# Duttlenheim
Duttlenheim (deutsch Düttelnheim) ist eine französische Gemeinde mit 2903 Einwohnern (Stand 1. Januar 2021) im Département Bas-Rhin in der Region Grand Est (bis 2015 Elsass). Sie gehört zum  Kanton Molsheim und ist Mitglied der Communauté de communes de la Région de Molsheim-Mutzig.

## Geografie
Das Dorf liegt in der Oberrheinischen Tiefebene zwischen Molsheim (8 km) und dem Flughafen Straßburg in Entzheim (6 km).

## Geschichte und Bevölkerungsentwicklung
Die Gemeindeverwaltung bietet Jahreszahlen und historische Namensformen an, die durch Urkunden nicht belegbar sind: 992 Ersterwähnung in einer (Schenkungs-)Urkunde für das neue Kloster Alt(d)orf, 995 „Tuttelsheim“ und 1140 im Besitz des Klosters Maursmünster (Marmoutier). Auch für die Namensformen „Dutelenheim“ (1103) und „Dutelheim“ (1114) sind Urkunden nicht zu finden. Die Reformation wurde 1553 durchgeführt, die 1686 durch die Gegenreformation aufgehoben wurde. Von 1871 bis 1918 gehörte Duttlenheim zum Deutschen Kaiserreich.
| 1962 | 1968 | 1975 | 1982 | 1990 | 1999 | 2005 | 2017 |
| ---- | ---- | ---- | ---- | ---- | ---- | ---- | ---- |
| 1483 | 1502 | 1740 | 2036 | 2291 | 2395 | 2643 | 2890 |

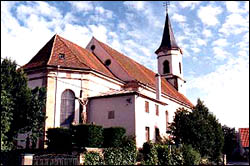
Kirche St. Ludwig
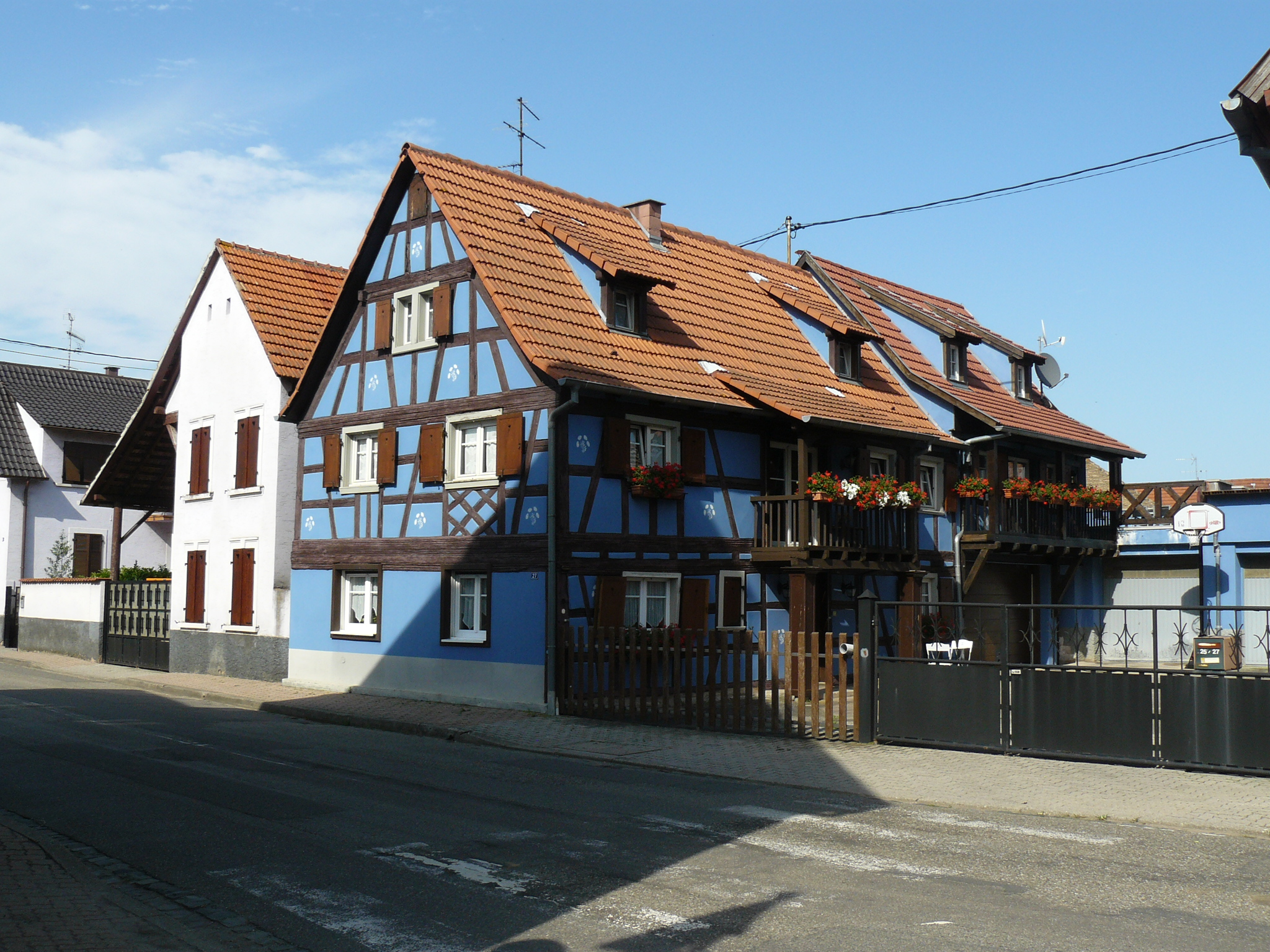
Fachwerkhaus in Duttlenheim

## Persönlichkeiten
- Gregor Matern OSB (1651–1719), 1686–1711 Pfarrer in Düttlenheim, danach Abt des Klosters Altdorf
- Arsène Wenger (* 1949), Fußballtrainer